# 孙亚龙
孙亚龙（1988年3月24日—），职业ID笑笑，前地下城与勇士、英雄联盟职业选手，现为网络主播。

## 人生经历
孙亚龙于1988年3月24日出生于四川省重庆市渝中区的一个教师家属院，从小家境不错，但由于他母亲管教较严，使得他从小养成了在困境中不走寻常路和另辟蹊径找捷径的性格。在初中时，孙亚龙痴迷于《星际争霸》、《CS》、《拳皇97》、《拳皇98》、《石器时代》等游戏，而且水平很高，但他因此导致学习成绩下降，使得他学了一年画画，并产生了报考美术学院的想法，但最终由于文化课成绩过差，使得他最终放弃报考美术学院。
在大学时，他为了追一名同校的女生而接触《诛仙》、《劲舞团》等游戏。在《地下城与勇士》中国大陆地区内测时，他加入了DNF，在公测后没多久就打到了至尊6，并位列西南区第一，因使用剑魂而知名。
地下城与勇士
2009年8月23日，孙亚龙、邱伟斌、肖宇组成的四川队在WCG2009DNF总决赛获得团队冠军。
2009年《地下城与勇士》亚洲争霸赛韩国站，以2:3不敌韩国选手获得亚军。团队赛上战胜日本队获得亚军。
2010年，孙亚龙在WCG地下城与勇士中国区总决赛获得团队赛冠军。
2011年1月15日，在2011中韩对抗赛上，与仇东升组成的斗魂战队夺得总冠军。
英雄联盟
2011年4月，孙亚龙拿出自己全部零花钱，买了张去北京的机票，加入CCM战队。
2011年7月22日在TGA大奖赛总决赛落幕 CCM战队战胜WE战队夺得冠军。
2011年8月2日，CCM战队更名为IG战队。
2011年12月10日，在WCG2011世界总决赛英雄联盟项目比赛中，IG战队以0:2败于CLG战队，止步八强。同年12月16日，在WGT2012英雄联盟线上赛决赛中IG2:1战胜CLC战队夺得冠军。
2012年10月6日，在英雄联盟全球总决赛上，IG战队以0：2不敌M5战队遭到淘汰。同年10月10日，在PLU英雄联盟挑战赛PLL赛事中，IG战队战胜AG迅游战队夺得冠军。并于10月28日，在WEM大师赛IG战队以1:0战胜Acer战队取得亚军。
2013年S3中国区总决赛上IG战队以1：2不敌皇族战队，遭到淘汰。
2013年12月IEM新加坡站，IG战队以2：0战胜CJ.Frost战队，夺得冠军。
2013年10月24日成为英雄联盟IG职业选手并担任辅助，在S2时期因使用琴瑟仙女娑娜多次大招没有击中敌人从而知名。2014年1月20日，孙亚龙正式宣布退役。
2016年8月4日的一场直播中，孙亚龙坦言想给十年前的自己说的三句话：早玩LOL、除掉微笑，以及爱安徽潘慧。
2018年5月7日，孙亚龙在微博称已经和潘慧离婚。